# ヴァンビューレン (アーカンソー州)
ヴァンビューレン（英: Van Buren、[væn ˈbjʊərən]）は、アメリカ合衆国アーカンソー州の北西部、クロウフォード郡の都市であり、同郡の郡庁所在地かつ人口最大の都市である。オクラホマ州に跨がるフォートスミス大都市圏では第2の都市である。フォートスミス市の直ぐ北東に位置し、州間高速道路40号線と同540号線が交差するところにある。1842年に市として法人化され、2010年国勢調査の人口は22,791人だった。州内ではサーシーに次いで第22位である。

## 歴史

### フィリップス・ランディングと初期の歴史
ヴァンビューレンとなった地域には1818年にデイビッド・ボイドとトマス・マーティンが入植した。1819年にアーカーソーが準州になった後、ダニエル・フィリップスとトマス・フィリップスが、町に製材所を建設し、アーカンザス川に沿った交通の燃料基地になった。1831年、当時はフィリップス・ランディングと呼ばれていた町に郵便局が建設された。この郵便局は、新たにアメリカ合衆国国務長官に指名されたばかりのマーティン・ヴァン・ビューレンからヴァンビューレンと名付けられた。
ジョン・ドレネンが共同経営者のデイビッド・トンプソンと共に、この地域を11,000ドルで購入した。彼らは蒸気船に薪を供給する事業をこの町の高台にある新しい場所に移した。この場所が郡庁所在地になるという条件でドレネンが寄付した土地に郡庁舎が建設された。ドレネン保留地は1830年代から現在の町に続く歴史地区の1つとなっている。

### 法人化
ヴァンビューレンは1842年12月24日に最初に法人化された。

### ヴァン・ビューレンの戦い、1862年

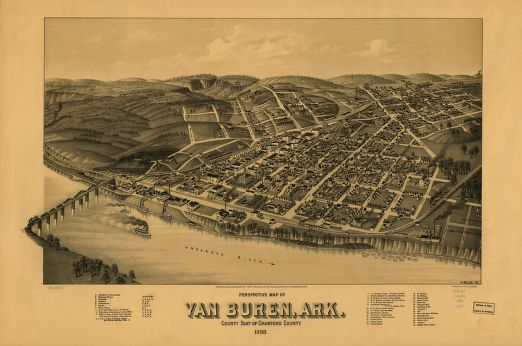
1888年のヴァンビューレン鳥瞰図

1862年12月28日、北軍と南軍の部隊が、ヴァンビューレン市とその周辺のアーカンザス川沿いで衝突し、南軍が敗北した。北軍は最小の損失で南軍を南岸に追い出した。北軍サミュエル・R・カーティス少将の戦闘報告書では、南軍兵100名を捕虜にしたとしていた。

### 1996年竜巻
1996年4月21日午後11時12分、藤田スケールF3の竜巻が、フォートスミスからヴァンビューレンの地域を襲い、大きな損失を出させた。
この竜巻はオクラホマ州内で生まれ、フォートスミスの西、アーカンザス川とポトー川が合流する点近くでアーカンソー州に入り、死者2人、負傷者89人、損害額3億ドルを出させた。死者はフォートスミスの子供達だった。この竜巻は最大のときに1.5マイル (2.4 km) の幅があった。フォートスミスの中心街を通った後、フォートスミス市北部の工業地区と住宅地区を北西に通り、アーカンザス川を渡って、再度ヴァンビューレン西側のマウントビスタ地域に入り、住宅地区に大きな被害を出させたが、死者は出なかった。ただし、この地域は当時人口密度が高かった。竜巻が通過した地上距離は７マイル (11 km) になった。地域全体で家屋1,800戸が損失を受け、その大半がヴァンビューレン市内にあった。

## 地理

### 物理的地理
ヴァンビューレンはクロウフォード郡の南西隅にあり、座標は北緯35度26分40秒 西経94度20分48秒 / 北緯35.44444度 西経94.34667度 (35.444339, -94.346737)である。アーカンソー州とオクラホマ州の州境が西2マイル (3 km) にある。アーカンザス川が市の南市境となり、セバスチャン郡のフォートスミス市とを分けている。リー・クリークが市の西側を流れてアーカンザス川に入っている。
アメリカ合衆国国勢調査局に拠れば、郡域全面積は16.5平方マイル (42.7 km2)であり、このうち陸地15.4平方マイル (40.0 km2)、水域は1.0平方マイル (2.7 km2)で水域率は6.34%である

### 気候
ヴァンビューレンは温暖湿潤気候の地域にある。竜巻道と呼ばれる地域の東外れにもある。平均気温は1月の36°F (2 ℃)から、7月の81°F (27 ℃) まで変化する。8月には90°F (32 ℃) 台後半から100°F (38 ℃) 台前半まで上がる。年間平均気温は約60°F 16 ℃) である。年間平均降水量は41インチ (1,041 mm) であり、降雪量は6インチ (15 cm) に過ぎない。
7月と8月は年間の中で暑い月であり、平均最高気温は93°F (34 ℃)、最低気温は71.5°F (22 ℃) である。気温が100°F (38 ℃) を超えるのもよくあり、年間平均11回である。12月と1月が最も寒い月であり、平均最高気温は50.5°F (10.3 ℃)、最低気温は30°F (-1 ℃) である。最高気温が32°F (0.0 ℃)を下回るのは、年平均5回あり、平均5年に1回、0°F (-17.8 ℃)以下になる夜がある。過去最高気温は1936年に記録された113°F (45.0 ℃)、過去最低気温は1899年に記録された-15°F (-26.1 ℃) である。
| ヴァンビューレンの気候     | ヴァンビューレンの気候 | ヴァンビューレンの気候 | ヴァンビューレンの気候 | ヴァンビューレンの気候 | ヴァンビューレンの気候 | ヴァンビューレンの気候 | ヴァンビューレンの気候 | ヴァンビューレンの気候 | ヴァンビューレンの気候 | ヴァンビューレンの気候 | ヴァンビューレンの気候 | ヴァンビューレンの気候 | ヴァンビューレンの気候 |
| 月                         | 1月                    | 2月                    | 3月                    | 4月                    | 5月                    | 6月                    | 7月                    | 8月                    | 9月                    | 10月                   | 11月                   | 12月                   | 年                     |
| -------------------------- | ---------------------- | ---------------------- | ---------------------- | ---------------------- | ---------------------- | ---------------------- | ---------------------- | ---------------------- | ---------------------- | ---------------------- | ---------------------- | ---------------------- | ---------------------- |
| 最高気温記録 °F （°C）     | 81 (27)                | 87 (31)                | 94 (34)                | 96 (36)                | 99 (37)                | 106 (41)               | 111 (44)               | 113 (45)               | 109 (43)               | 96 (36)                | 86 (30)                | 82 (28)                | 113 (45)               |
| 平均最高気温 °F （°C）     | 50 (10)                | 56 (13)                | 65 (18)                | 74 (23)                | 81 (27)                | 88 (31)                | 93 (34)                | 93 (34)                | 85 (29)                | 75 (24)                | 63 (17)                | 51 (11)                | 72.7 (22.6)            |
| 平均最低気温 °F （°C）     | 29 (−2)                | 33 (1)                 | 41 (5)                 | 50 (10)                | 59 (15)                | 68 (20)                | 72 (22)                | 71 (22)                | 62 (17)                | 51 (11)                | 40 (4)                 | 31 (−1)                | 50.4 (10.2)            |
| 最低気温記録 °F （°C）     | −11 (−24)              | −15 (−26)              | 7 (−14)                | 22 (−6)                | 34 (1)                 | 47 (8)                 | 50 (10)                | 45 (7)                 | 33 (1)                 | 22 (−6)                | 8 (−13)                | −5 (−21)               | −15 (−26)              |
| 降水量 inch （mm）         | 2.81 (71.4)            | 2.86 (72.6)            | 3.85 (97.8)            | 4.30 (109.2)           | 5.47 (138.9)           | 4.28 (108.7)           | 3.30 (83.8)            | 2.59 (65.8)            | 4.05 (102.9)           | 4.32 (109.7)           | 4.44 (112.8)           | 3.29 (83.6)            | 45.4 (1,153.2)         |
| 降雪量 inch （cm）         | 1.8 (4.6)              | 1.3 (3.3)              | 0.7 (1.8)              | 0 (0)                  | 0 (0)                  | 0 (0)                  | 0 (0)                  | 0 (0)                  | 0 (0)                  | 0 (0)                  | 0 (0)                  | 0.7 (1.8)              | 4.6 (11.7)             |
| 平均降水日数 （≥0.01 in）  | 7.5                    | 7.8                    | 9.7                    | 9.1                    | 10.7                   | 9.3                    | 6.5                    | 6.3                    | 7.7                    | 8.4                    | 7.5                    | 7.7                    | 98.3                   |
| 平均降雪日数 （≥0.1 in）   | 1.0                    | 0.8                    | 0.4                    | 0                      | 0                      | 0                      | 0                      | 0                      | 0                      | 0                      | 0.1                    | 0.6                    | 2.9                    |
| 出典1：NOAA                |                        |                        |                        |                        |                        |                        |                        |                        |                        |                        |                        |                        |                        |
| 出典2：The Weather Channel |                        |                        |                        |                        |                        |                        |                        |                        |                        |                        |                        |                        |                        |

## 人口動態

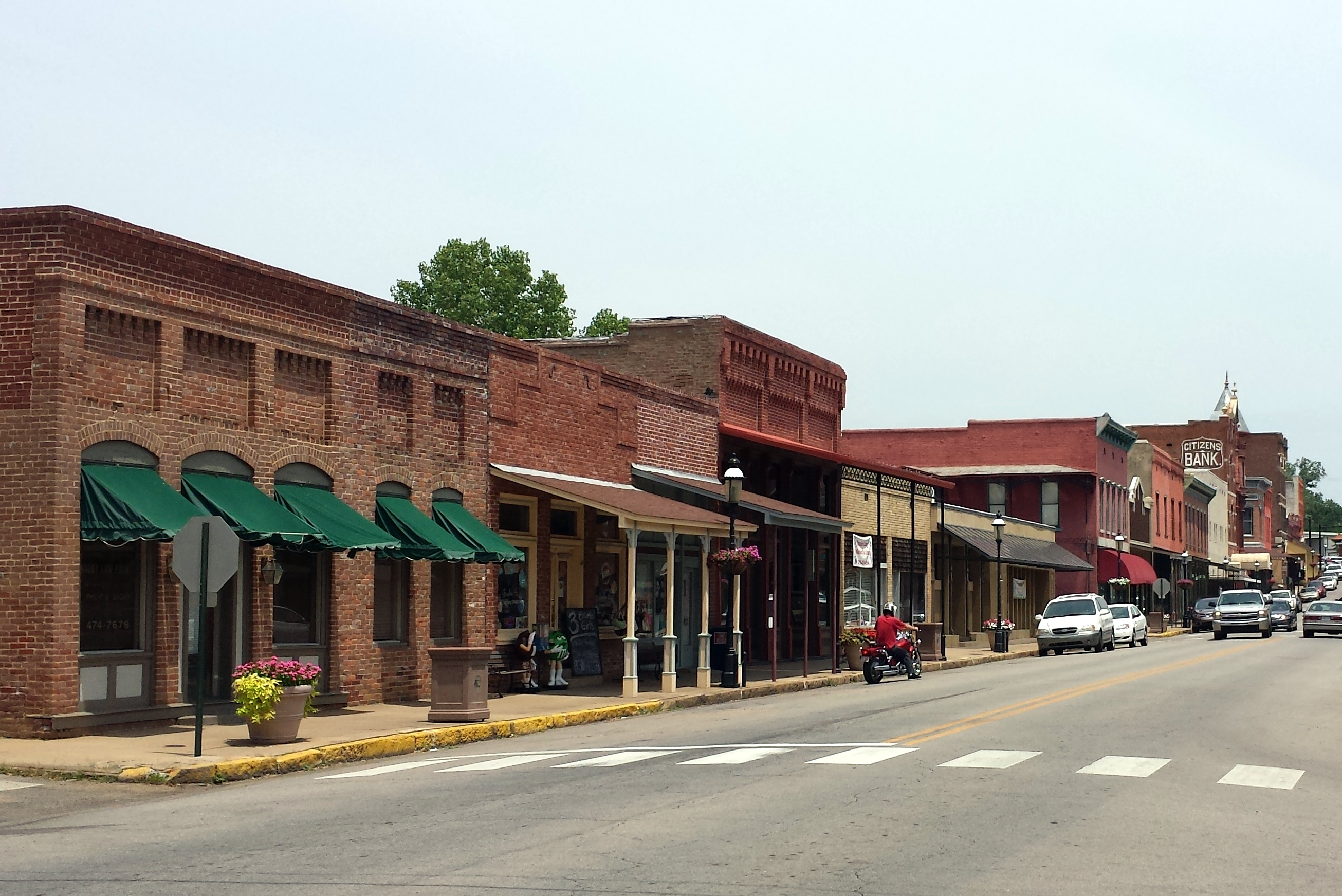
メインストリート

以下は2000年国勢調査による人口統計データである。
| 基礎データ - 人口: 18,986人 - 世帯数: 6,947 世帯 - 家族数: 5,182 家族 - 人口密度: 486.8人/km2（1,260.7人/mi2） - 住居数: 7,427軒 - 住居密度: 190.4軒/km2（493.2軒/mi2） 人種別人口構成 - 白人: 87.37% - アフリカン・アメリカン: 1.64% - ネイティブ・アメリカン: 1.96% - アジア人: 2.82% - その他の人種: 3.17% - 混血: 3.03% - ヒスパニック・ラテン系: 6.04% 年齢別人口構成 - 18歳未満: 29.6% - 18-24歳: 9.0% - 25-44歳: 30.7% - 45-64歳: 20.1% - 65歳以上: 10.6% - 年齢の中央値: 33歳 - 性比（女性100人あたり男性の人口） - 総人口: 92.0 - 18歳以上: 86.8 | 世帯と家族（対世帯数） - 18歳未満の子供がいる: 40.4% - 結婚・同居している夫婦: 56.2% - 未婚・離婚・死別女性が世帯主: 14.7% - 非家族世帯: 25.4% - 単身世帯: 21.7% - 65歳以上の老人1人暮らし: 8.2% - 平均構成人数 - 世帯: 2.67人 - 家族: 3.12人 収入と家計 - 収入の中央値 - 世帯: 33,608米ドル - 家族: 37,198米ドル - 性別 - 男性: 28,798米ドル - 女性: 21,201米ドル - 人口1人あたり収入: 14,948米ドル - 貧困線以下 - 対人口: 16.7% - 対家族数: 13.5% - 18歳未満: 24.4% - 65歳以上: 13.0% |

## 経済
ヴァンビューレン市には州内の多くの大企業があり、その港湾産業団地内で市の人口の多くを雇用している。製造業、食品加工業、薬品業が主要産業である。大雇用主には鶏肉加工のタイソン・フーズとシモンズ、ヴァンビューレン教育学区、USAトラック、アレンズ、サミット医療センターがある。

## 文化

### 芸術と建築
ヴァンビューレン市には、19世紀後半から旧中心街歴史地域の一部に、ビクトリア様式建築の演芸場、キング・オペラハウスがある。歴史的中心街南端にはクロウフォード郡庁舎があり、ミシシッピ川より西では最古の現役庁舎である。北には旧フリスコ駅がある。元々セントルイス・サンフランシスコ鉄道の駅だった。

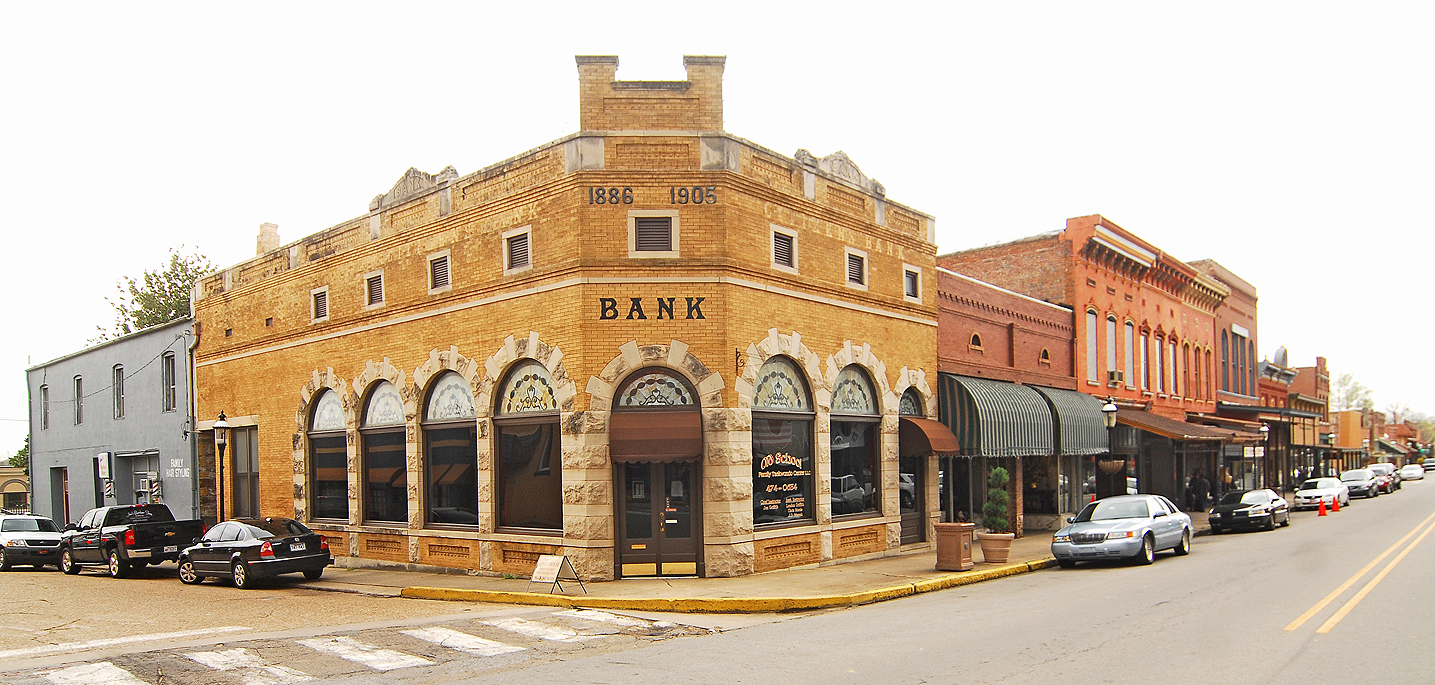
ヴァンビューレン歴史的中心街の一部

### メディア
フォートスミス大都市圏の一部として、フォートスミス市に本拠を置く多くのテレビ局が、送信塔をヴァンビューレン市内に置き、地方ニュースや天気予報を流している。
市内主要新聞は「ヴァンビューレン・プレス・アーガス・クーリエ」があるが、多くの人がフォートスミスの「サウスウェスト・タイムズ・リコード」や、「アーカンソー・デモクラット・ガゼット」の北西版を購読している。

## 交通
ヴァンビューレン市は州間高速道路40号線と同540号線が交差するところにあり、アーカンソー州とオクラホマ州の州境では驚くほど大きな観光業と接客業を生んでいる。その他にも、アーカンソー州道59号線、アメリカ国道64号線、同71号線など州道やアメリカ国道の交差点がある。民間空港としては、ツインシティ空港（空港コード30AR）が市の南東にあるが、長年閉鎖されたままである。現代の鉄道にはアーカンソー・アンド・ミズーリ鉄道とユニオン・パシフィック鉄道などがある。

## 教育
ヴァンビューレン教育学区はクロウフォード郡最大の教育学区であり、小学校6校、中学校2校、9年生学校1校、高校1校がある。ヴァンビューレン高校は、アーカンソー州高校スポーツの7A中欧地区にある。

## 見所
- キング・オペラハウス、演劇場、歴史的目印

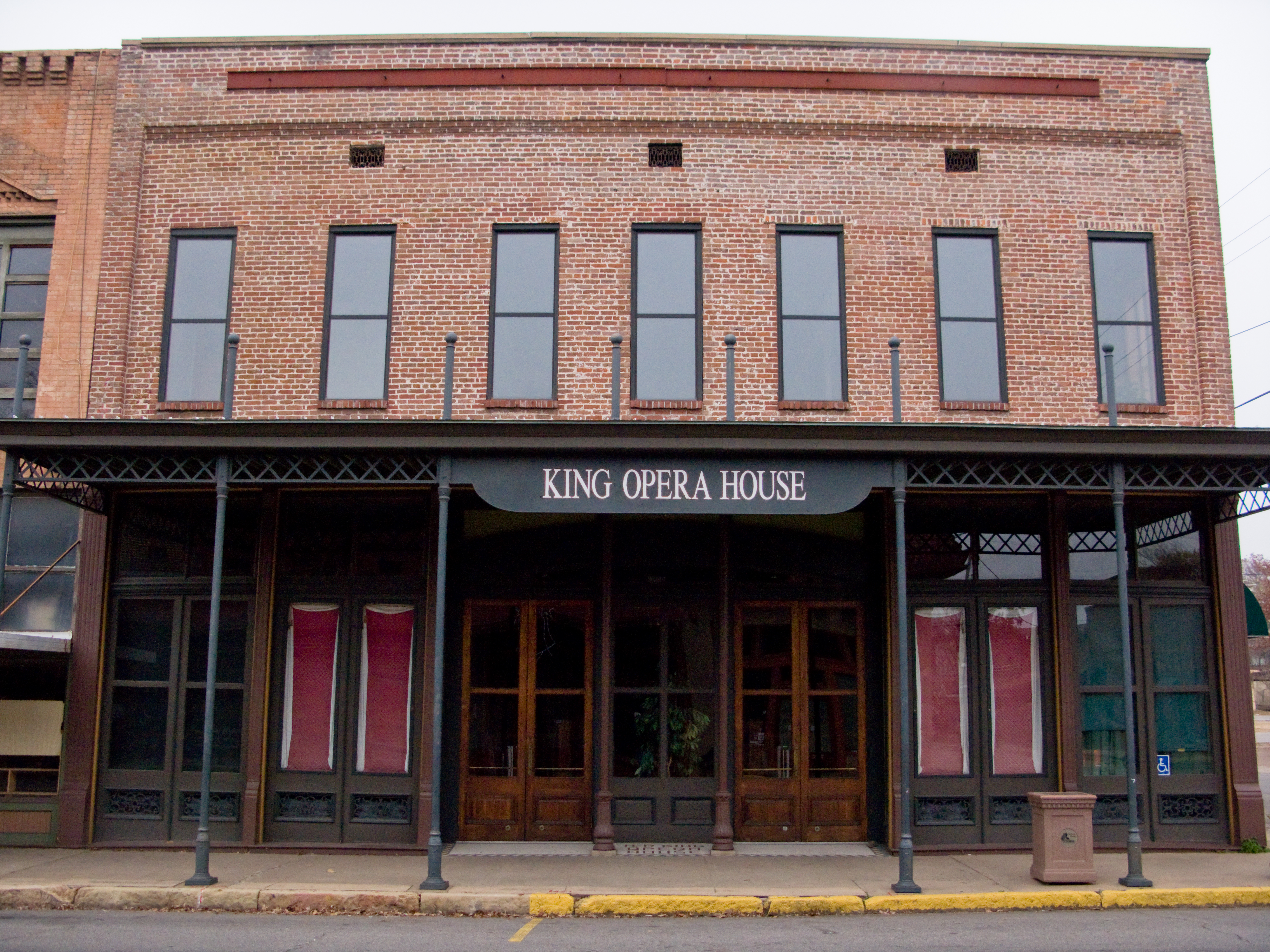
キング・オペラハウス

- 旧フリスコ駅、ビクトリア様式の鉄道駅、映画『ブルースが聞こえる』の撮影に使われた。現在は無いセントルイス・サンフランシスコ鉄道、別名フリスコの一部
- 歴史的メインストリート、映画『The Blue and the Gray』や、『Frank & Jesse』 の撮影に使われた